# ماریو گوتسه
ماریو گوتسه (به آلمانی: Mario Götze؛ زادهٔ  ۳ ژوئن ۱۹۹۲) بازیکن فوتبال اهل آلمان است که در پست هافبک هجومی برای آینتراخت فرانکفورت در بوندس‌لیگا و تیم ملی آلمان بازی می‌کند. 
گوتسه بین سال‌های ۲۰۰۹ تا ۲۰۱۳ برای دورتموند بازی کرد و قهرمان بوندس‌لیگا در فصل‌های ۱۱–۲۰۱۰ و ۱۲–۲۰۱۱ شد و قهرمانی جام حذفی آلمان را در فصل ۱۲–۲۰۱۱ را به دست آورد و یکی از اعضای تیمی بود که در سال ۲۰۱۳ به فینال لیگ قهرمانان اروپا رسید. در آوریل ۲۰۱۳، پیشنهادی ۳۷ میلیون یورویی از بایرن مونیخ باعث شد بند آزادسازی در قرارداد گوتسه ایجاد شود و او پس از مسعود اوزیل، دومین بازیکن گران قیمت آلمان در آن زمان باشد. در بایرن مونیخ، گوتسه سه قهرمانی پیاپی بوندس‌لیگا را در فصل‌های ۱۴–۲۰۱۳، ۱۵–۲۰۱۴ و ۱۶–۲۰۱۵ تجربه کرد و دو قهرمانی جام حذفی را در فصل‌های ۱۴–۲۰۱۳ و ۱۶–۲۰۱۵ کسب کرد و همچنین سوپر جام اروپا و جام باشگاه‌های جهان را در سال ۲۰۱۳ به دست آورد. 
گوتسه برای اولین بار در سال ۲۰۱۰ در سن ۱۸ سالگی به تیم ملی آلمان دعوت شد. او در لیست جام ملت‌های اروپا ۲۰۱۲ قرار گرفت و دو سال بعد، گل قهرمانی را در فینال جام جهانی فوتبال ۲۰۱۴ به ثمر رساند.

## عملکرد باشگاهی

### بروسیا دورتموند

#### سال‌های آغازین
گوتسه محصول آکادمی جوانان دورتموند است که برای اولین بار در سن هشت سالگی به این باشگاه پیوست. او اولین بازی خود در بوندس‌لیگا را در ۲۱ نوامبر ۲۰۰۹ در یک تساوی بدون گل مقابل ماینتس ۰۵، انجام داد و در دقیقهٔ ۸۸ به جای یاکوب بواشچیکوفسکی به میدان رفت. در نقل و انتقالات زمستانی فصل ۱۰–۲۰۰۹ بوندس‌لیگا، یورگن کلوپ، سرمربی دورتموند، گوتسه را به‌ عنوان بازیکنان اصلی، به تیم اصلی دورتموند، انتقال داد. او فصل ۱۰–۲۰۰۹ را با پنج بازی به پایان رساند. گوتسه از شانس خود استفاده کرد و بازیکن مهمی در قهرمانی دورتموند در فصل ۱۱–۲۰۱۰ بوندس‌لیگا بود. او فصل ۱۱–۲۰۱۰ را با ۸ گل در ۴۱ بازی به پایان رساند. در سال ۲۰۱۰، ماتیاس سامر، مدیر فنی وقت فدراسیون فوتبال آلمان، گوتسه را به‌ عنوان «یکی از بهترین استعدادهایی که آلمان تا به حال داشته است» توصیف کرد.
او در سال ۲۰۱۱ در سوپر جام آلمان در شکست دورتموند مقابل شالکه ۰۴ بازی کرد. در ژانویهٔ ۲۰۱۲، گوتسه از ناحیهٔ لگن دچار آسیب دیدگی شد. غضروف در لگن گوتسه، تحت استرس ملتهب شده بود.

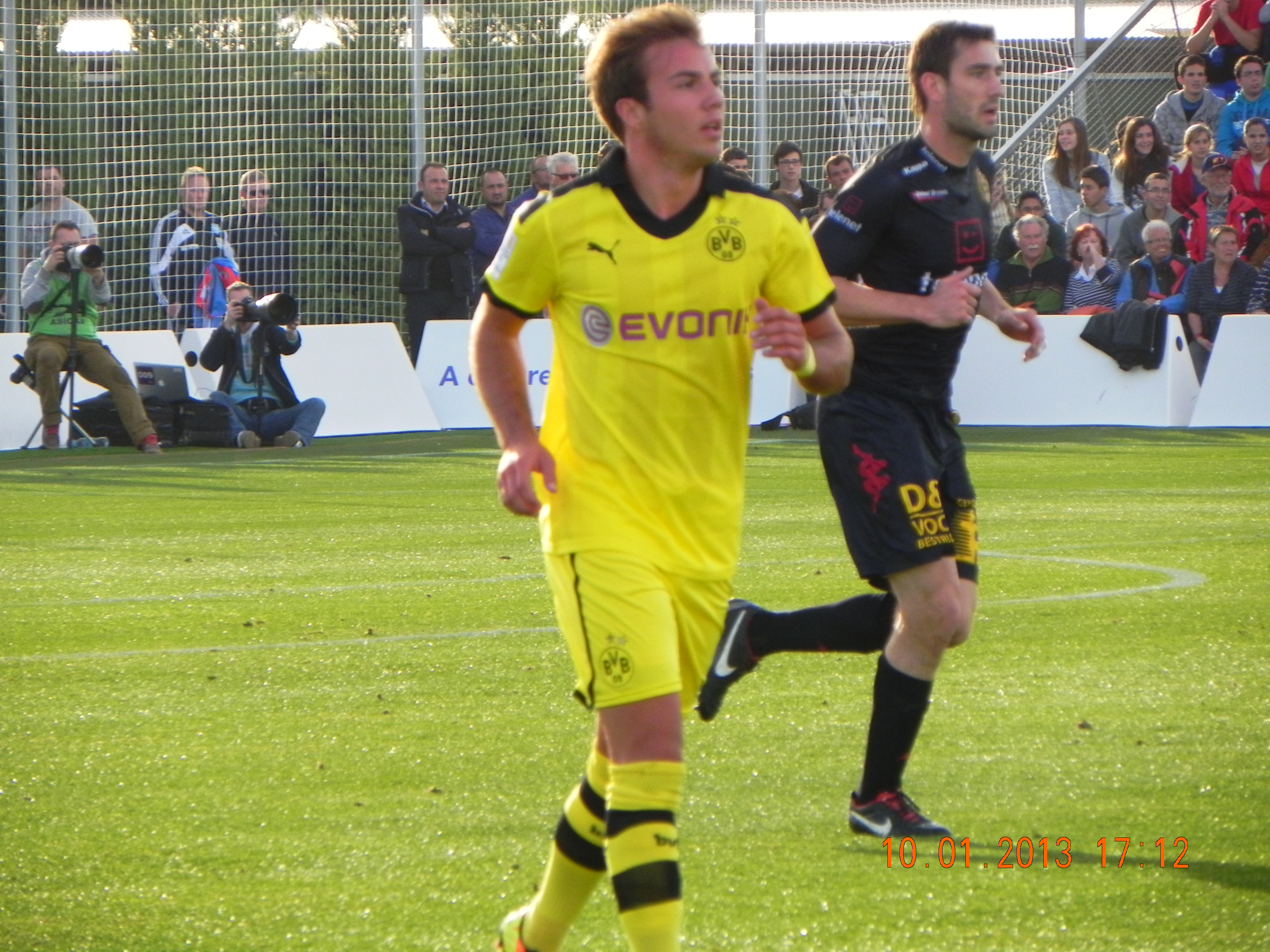
گوتسه در حال بازی برای دورتموند در سال ۲۰۱۳

در ۲۷ مارس ۲۰۱۲، گوتسه قرارداد خود را با دورتموند تا سال ۲۰۱۶ تمدید کرد. با این حال، قرارداد او حاوی بند آزادسازی از باشگاه بود که با مبلغ ثابت حداقل ۳۷ میلیون یورو آغاز می‌شد. گوتسه درباره بعد از تمدید قراردادش صحبت کرد و گفت: «همه می‌دانند که چقدر در دورتموند احساس راحتی می‌کنم. باشگاه در سال‌های اخیر در حال احیا است. و من می‌خواهم بخشی از این پیشرفت باشم.»
در آوریل ۲۰۱۲، گوتسه برای اولین بار پس از مصدومیت لگنش وارد ترکیب شد و او اولین بازی خود را پس از مصدومیت به‌ عنوان بازیکن تعویضی مقابل مونشن‌گلادباخ انجام داد.
گوتسه در سال ۲۰۱۲ با دورتموند قهرمان بوندس‌لیگا شد و دورتموند با کسب بیشترین امتیاز در یک فصل با ۸۱ امتیاز رکورد بوندس‌لیگا را به نام خود ثبت کرد، رکوردی که بعداً توسط بایرن مونیخ در فصل ۱۳–۲۰۱۲ شکسته شد. گوتسه همچنین در سال ۲۰۱۲ با دورتموند در فینال جام حذفی آلمان با پیروزی ۵–۲ مقابل بایرن مونیخ قهرمان شد.

#### فصل ۱۳–۲۰۱۲
گوتسه فصل خود را با از دست دادن سوپر جام آلمان در سال ۲۰۱۲ آغاز کرد. در اولین بازی از فصل ۱۳–۲۰۱۲، او به‌ عنوان یار تعویضی وارد زمین شد و در پیروزی ۲–۱ برای دورتموند، گل برتری مقابل وردربرمن را به ثمر رساند. در ۱۹ دسامبر، او در پیروزی ۵–۱ دورتموند در مقابل هانوفر ۹۶، هت‌تریک کرد و دورتموند را به دور سوم جام حذفی آلمان رساند.
گوتسه در ۵ مارس ۲۰۱۳، در بازی برگشت لیگ قهرمانان اروپا در پیروزی ۳–۰ دورتموند مقابل شاختار دونتسک، یک پاس گل داد و یک گل به ثمر رساند. نتیجه به این معنی بود که دورتموند برای اولین بار در ۱۵ سال گذشته به یک چهارم نهایی صعود می‌کند. گوتسه بازی فینال مقابل بایرن مونیخ را در ورزشگاه ومبلی لندن از دست داد، زیرا او در بازی برگشت نیمه‌نهایی مقابل رئال مادرید از ناحیهٔ ران آسیب دید و تیمش با نتیجهٔ ۲–۰ شکست خورد اما همچنان با نتیجهٔ مجموع ۴–۳ به فینال راه یافت. دورتموند پس از گل دیر هنگام آرین روبن که پیروزی بایرن را رقم زد، در فینال ۱–۲ شکست خورد.
گوتسه در آخرین فصل حضورش در دورتموند، با هم‌تیمی‌اش، مارکو رویس، همکاری بسیار خوبی داشت. گوتسه همچنین موفق شد در تمامی رقابت‌ها ۱۶ گل به ثمر برساند.

### بایرن مونیخ

#### بستن قرارداد
در ۲۳ آوریل ۲۰۱۳، اعلام شد که گوتسه به بایرن مونیخ، رقیب باشگاه خود، پس از اینکه بند فسخ ۳۷ میلیون یورویی گوتسه را پرداخت کند، انتقال خواهد یافت. در نهایت گوتسه قرارداد خود را با بایرن در ۱ ژوئیهٔ ۲۰۱۳ امضا کرد. این انتقال گوتسه را به گران‌ترین بازیکن آلمانی تاریخ تبدیل کرد. اما مسعود اوزیل در نهایت در اواخر تابستان رکورد را شکست و با ۵۰ میلیون یورو به آرسنال منتقل شد. یورگن کلوپ، سرمربی دورتموند مدعی شد که دلیل انتقال گوتسه به بایرن، تمایل این بازیکن برای بازی زیر نظر گواردیولا، سرمربی سابق بارسلونا بوده‌است. کلوپ در زمان انتقال گوتسه به بایرن مونیخ، ناراحتی خود را ابراز کرد، زیرا تنها ۳۶ ساعت تا نیمه‌نهایی لیگ قهرمانان دورتموند با رئال مادرید باقی مانده بود. کلوپ بعداً گفت که دورتموند هیچ شانسی برای متقاعد کردن گوتسه برای ماندن در دورتموند ندارد، زیرا کلوپ ادعا کرد: «او (گوتسه) مورد علاقه پپ گواردیولا است.»

#### فصل ۱۴–۲۰۱۳

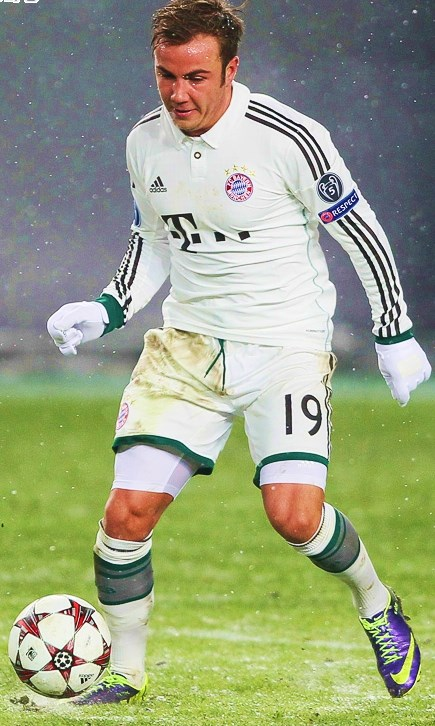
گوتسه در حال بازی برای بایرن مونیخ در سال ۲۰۱۳

در ۱۱ اوت ۲۰۱۳، گوتسه اولین بازی خود را برای بایرن مونیخ انجام داد و در دقیقهٔ ۶۰ به‌ عنوان یار تعویضی به جای میچل وایزر وارد زمین شد. گوتسه دو گل به ثمر رساند تا به بایرن کمک کند تا در یک بازی دوستانه به پیروزی ۴–۱ مقابل دیوری ای‌تی‌او برسد. او اولین بازی خود در بوندس‌لیگا را برای بایرن مونیخ در یک بازی خانگی مقابل نورنبرگ در ۲۴ اوت انجام داد که بایرن ۲–۰ برنده شد. در ۱۹ اکتبر، گوتسه به‌ عنوان یار تعویضی وارد زمین شد و دو پاس گل داد تا به بایرن مونیخ برای پیروزی ۴–۱ در مقابل ماینتس ۰۵ کمک کند.
در ۲۳ اکتبر، گوتسه اولین گل رسمی خود را برای بایرن در برد ۵–۰ مرحلهٔ گروهی لیگ قهرمانان اروپا مقابل ویکتوریا پلزن در آلیانتس آرنا به ثمر رساند. او همچنین به باستیان شواینشتایگر در این بازی پاس گل داد. در ۲۶ اکتبر ۲۰۱۳، گوتسه در دقیقهٔ ۲۵ به‌ عنوان بازیکن تعویضی به جای تونی کروس وارد زمین شد و اولین گل بوندس‌لیگایی خود را برای بایرن مونیخ با ضربهٔ سر در پیروزی ۳–۲ مقابل هرتابرلین به ثمر رساند. در ۲۳ نوامبر، گوتسه به‌ عنوان بازیکن تعویضی به میدان آمد و اولین گل بازی را در برد ۳–۰ خارج از خانه مقابل باشگاه سابق خود، دورتموند به ثمر رساند. او به احترام دورتموند پس از گل شادی نکرد. در بازی بعدی بایرن مقابل زسکا مسکو، گوتسه گل دوم را در برد ۳–۱ خارج از خانه در مرحلهٔ گروهی لیگ قهرمانان اروپا ۱۴–۲۰۱۳ به ثمر رساند. در ۷ دسامبر، گوتسه با به ثمر رساندن یک گل در دقیقهٔ پایانی و همچنین دادن یک پاس گل به توماس مولر در پیروزی ۷–۰ خارج از خانه مقابل وردربرمن به بایرن کمک کرد. در ۱۷ دسامبر، گوتسه در دقیقهٔ ۴۷ یک گل از راه دور در برابر گوانگژو، قهرمان کنفدراسیون فوتبال آسیا به ثمر رساند و به بایرن کمک کرد تا ۳–۰ پیروز شود و به فینال جام فینال جام باشگاه‌های جهان ۲۰۱۳ صعود کند. بایرن فینال را ۲–۰ مقابل الرجا کازابلانکا برد و قهرمان شد.
در ۲۴ ژانویهٔ ۲۰۱۴، گوتسه بازی را در «۹ کاذب» شروع کرد و اولین گل خود را در نیم‌فصل دوم در پیروزی ۲–۰ بایرن در برابر مونشن‌گلادباخ به ثمر رساند. در ۲۵ مارس، او در پیروزی ۳–۱ مقابل هرتابرلین گلزنی کرد تا بایرن به‌ عنوان قهرمان بوندس‌لیگا انتخاب شود. در ۳ مهٔ ۲۰۱۴، او در پیروزی ۴–۱ خارج از خانه مقابل هامبورگ یک گل زد و دو پاس گل داد. در ۱۷ مه، او در فینال جام حذفی آلمان بازی ۱۲۰ دقیقه‌ای کامل را مقابل باشگاه سابق خود، دورتموند انجام داد. بایرن مونیخ در وقت اضافه ۲–۰ پیروز شد تا دومین قهرمانی مهم خود در این فصل را کسب کند. اولین فصل گوتسه با بایرن ترکیبی از موفقیت و ناامیدی را به‌همراه داشت و ۱۵ گل به ثمر رساند.

#### فصل ۱۵–۲۰۱۴

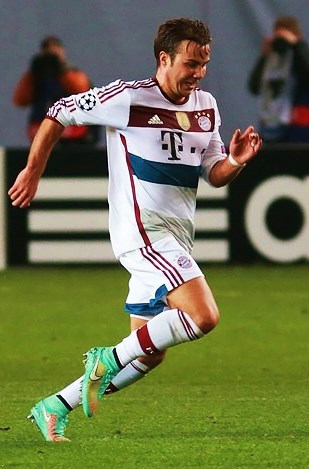
گوتسه در حال بازی برای بایرن مونیخ در سال ۲۰۱۴

گوتسه پس از کمک به آلمان برای قهرمانی در جام جهانی ۲۰۱۴، فصل ۱۵–۲۰۱۴ را در ۱۳ اوت ۲۰۱۴ آغاز کرد و به‌ عنوان بازیکن تعویضی در باخت ۲–۰ مقابل دورتموند در سوپر جام آلمان ۲۰۱۴ وارد زمین شد. در ۱۷ اوت، او اولین گل فصل خود را در پیروزی مقابل پروسیا مونستر در جام حذفی آلمان به ثمر رساند. در ۲۳ سپتامبر، او دو گل در برد خانگی ۴–۰ بایرن مونیخ مقابل پادربورن به ثمر رساند.
در ۱۸ اکتبر، گوتسه در برد خانگی ۶–۰ بایرن مقابل وردربرمن، یک گل به ثمر رساند. در ۲۸ اکتبر، فیفا اعلام کرد که گوتسه در لیست ۲۳ نفره برای توپ طلای فیفا ۲۰۱۴ قرار دارد. در ۲۲ نوامبر، گوتسه در برد ۴–۰ مقابل هوفنهایم یک گل از راه دور به ثمر رساند که بعداً به عنوان گل هفته بوندس‌لیگا انتخاب شد. در ۱۴ فوریهٔ ۲۰۱۵، در پیروزی ۸–۰ بایرن مونیخ مقابل هامبورگ، او سومین گل خود را در این فصل به ثمر رساند و یک پاس گل داد.
در ماه مه ۲۰۱۵، فرانتس بکن‌باوئر از گوتسه به دلیل عملکرد ضعیف و عدم عزم در بازی انتقاد کرد. پس از چند هفته، هم‌تیمی گوتسه، آرین روبن، از او برای تمام انتقادات منفی حمایت کرد. ملی پوش هلندی گفت: «شما باید به‌ عنوان یک بازیکن تجربیات خاصی داشته باشید. نحوه کنار آمدن با شرایط خاص شما را به یک بازیکن قوی تبدیل می‌کند. انتقاد نیز می‌تواند برای پیشرفت شما مفید باشد. شما باید با توجّه به شرایط بجنگید.» گوتسه در نهایت فصل را با ۱۵ گل در ۴۸ بازی در تمامی رقابت‌ها به پایان رساند.

#### فصل ۱۶–۲۰۱۵

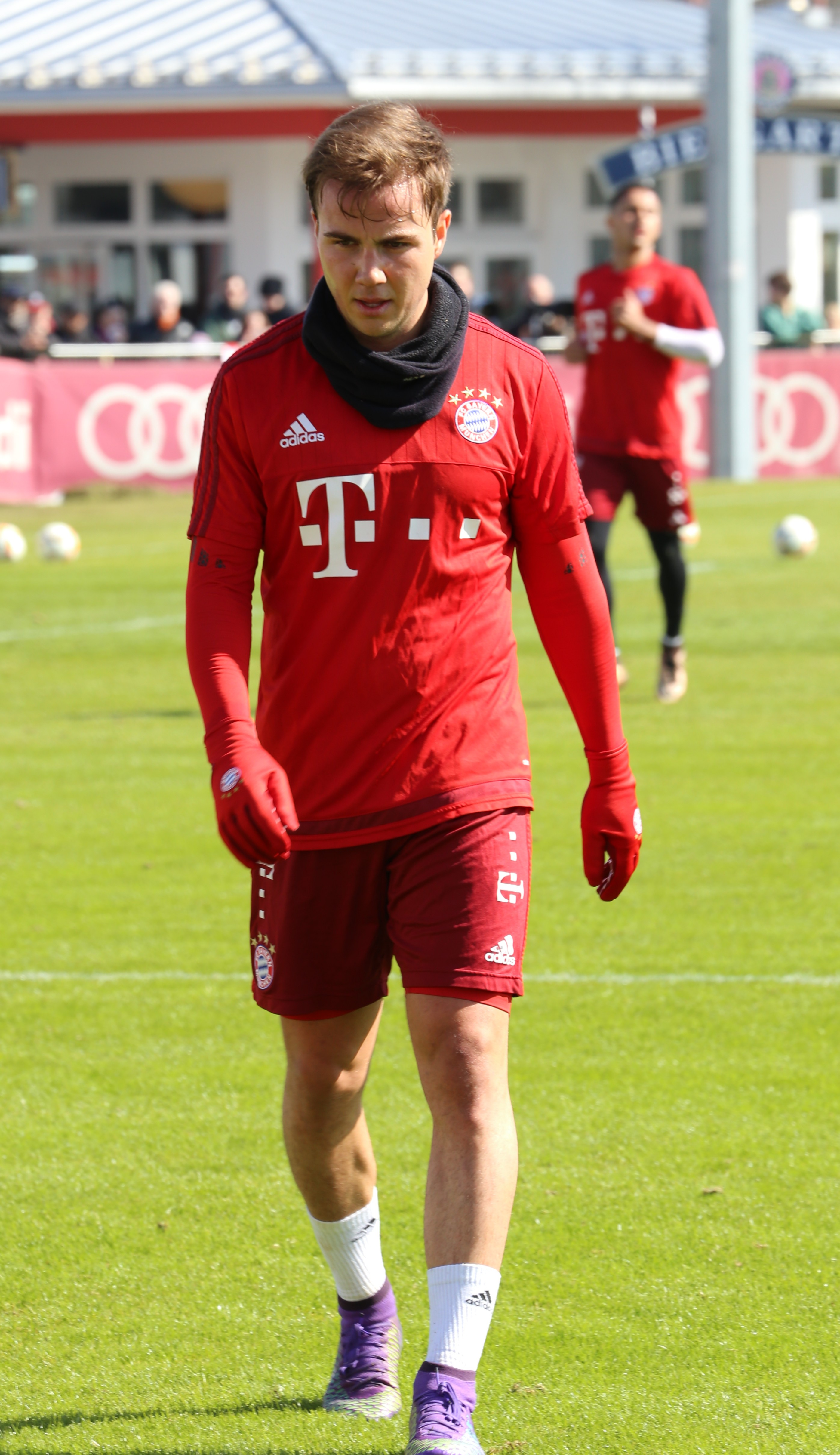
ماریو گوتسه در تمرینات بایرن مونیخ در سال ۲۰۱۵

در ۱ اوت ۲۰۱۵، او فصل خود را با ورود به‌ عنوان یار تعویضی در دقیقهٔ ۸۴ آغاز کرد. در ۹ اوت ۲۰۱۵، گوتسه با یک گل در پیروزی ۳–۱ بایرن مقابل نوتینگن در جام حذفی آلمان گلزنی کرد. در چهار بازی بعدی، او تلاش کرد تا تأثیر قابل توجهی در ترکیب داشته باشد. در ۱۶ سپتامبر، گوتسه که در دقیقهٔ ۷۹ به‌ عنوان یار تعویضی وارد زمین شد و گل دوم را در مقابل المپیاکوس در لیگ قهرمانان اروپا ۱۶–۲۰۱۵ به ثمر رساند و تیمش در خارج از خانه با نتیجهٔ ۳–۰ پیروز شد. پس از پایان بازی، پپ گواردیولا، سرمربی بایرن به تمجید از گوتسه برای عملکردش پرداخت.
در ۲۲ سپتامبر ۲۰۱۵، گوتسه آخرین گل را در پیروزی ۵–۱ بایرن مقابل وولفسبورگ به ثمر رساند. در ۲۹ سپتامبر، در برد ۵–۰ بایرن در مقابل دینامو زاگرب، گوتسه در تمام طول بازی یک تهدید بود و یک گل به ثمر رساند. در ۴ اکتبر، گوتسه در برابر دورتموند گلزنی کرد و یک پاس گل داد تا به بایرن در پیروزی ۵–۱ کمک کند. او در فصل ۱۶–۲۰۱۵ در ۲۱ بازی ۶ گل به ثمر رساند.

### بازگشت به بروسیا دورتموند

#### فصل ۱۷–۲۰۱۶
در ۲۱ ژوئیهٔ ۲۰۱۶، گوتسه بازگشت خود به دورتموند را با قراردادی چهار ساله تأیید کرد. گوتسه همچنین اظهار داشت که از تصمیم خود برای پیوستن به بایرن مونیخ در سه سال قبل پشیمان است. در ۱۱ سپتامبر ۲۰۱۶، گوتسه بازگشت اولین بازی رسمی خود را در باخت ۰–۱ مقابل لایپزیگ انجام داد. با وجود این باخت، او به خاطر بازگشت امیدوارکننده‌اش مورد تحسین قرار گرفت. سه روز بعد، او اولین گل خود را برای دورتموند در پیروزی ۶–۰ خارج از خانه در مقابل لگیا ورشو در مرحلهٔ گروهی لیگ قهرمانان اروپا به ثمر رساند.
گوتسه اولین گل خود را در بوندس‌لیگا پس از زمان بازگشتش به دورتموند در تساوی ۲–۲ مقابل هوفنهایم به ثمر رساند. در فوریهٔ ۲۰۱۷، گوتسه به دلیل یک بیماری مرموز از تیم دورتموند کنار گذاشته شد که در گزارش‌های رسانه‌ها این بیماری میوپاتی شناخته شد، یک بیماری که می‌تواند باعث خستگی و افزایش وزن شود. او فصل را با دو گل در ۱۶ بازی به پایان رساند.

#### فصل ۱۸–۲۰۱۷
پس از غیبت او به دلیل بیماری، گوتسه در ۱۴ ژوئیهٔ ۲۰۱۷ به میادین بازگشت، جایی که دورتموند با موفقیت ۳–۲ اوراوا رد دایموندز را در یک بازی دوستانه شکست داد. در ۱۹ اوت ۲۰۱۷، او اولین بازی خود را در هفت ماه گذشته در پیروزی ۳–۰ خارج از خانه مقابل وولفسبورگ انجام داد تا فصل ۱۸–۲۰۱۷ بوندس‌لیگا خود را آغاز کند. او یک پاس گل داد و سخت بازی کرد. پس از پایان بازی، پتر بوش، سرمربی دورتموند از عملکرد گوتسه تمجید کرد، اما اظهار داشت که او باید مراقب خود باشد تا بتواند به بهبودی کامل برسد. او فصل را با دو گل در ۳۲ بازی به پایان رساند.

#### فصل ۱۹–۲۰۱۸
در ۹ فوریهٔ ۲۰۱۹، گوتسه پنجاهمین گل حرفه‌ای خود در بوندس‌لیگا را در تساوی ۳–۳ مقابل هوفنهایم به ثمر رساند و با انجام این کار رکورد خود را در شکست‌ناپذیری در ۴۳ بازی در بوندس‌لیگا، افزایش داد.

#### فصل ۲۰–۲۰۱۹
در روز آغازین رقابت‌های بوندس‌لیگا ۲۰–۲۰۱۹، گوتسه ۲۰۰اُمین بازی رسمی خود را برای دورتموند انجام داد و در نیمهٔ دوم به جای مارکو رویس در پیروزی ۵–۱ مقابل آگسبورگ به میدان رفت.
در ۲۳ مهٔ ۲۰۲۰، مدیر ورزشی دورتموند، مایکل زورک اظهار داشت که گوتسه در پایان فصل باشگاه را ترک خواهد کرد. آخرین حضور او برای این تیم در شکست ۰–۱ مقابل بایرن مونیخ بود و او سه روز بعد تصمیم برای ترک از دورتموند را گرفت.

### پی‌اس‌وی آیندهوون
در ۶ اکتبر ۲۰۲۰، گوتسه در یک انتقال آزاد به پی‌اس‌وی آیندهوون پیوست و قراردادی دو ساله امضا کرد. در ۱۸ اکتبر گوتسه در اولین بازی خود برای پی‌اس‌وی در پیروزی ۳–۰ خارج از خانه مقابل پک زووله گلزنی کرد.
در ۲۱ ژوئیهٔ ۲۰۲۱، گوتسه در بازی اول مرحلهٔ دوم مقدماتی لیگ قهرمانان اروپا، دو گل مقابل گالاتاسارای به ثمر رساند.
در ۶ سپتامبر ۲۰۲۱، گوتسه قرارداد خود را با پی‌اس‌وی تا سال ۲۰۲۴ تمدید کرد.

### آینتراخت فرانکفورت
در ۲۱ ژوئن ۲۰۲۲، گوتسه با قراردادی سه ساله به آینتراخت فرانکفورت پیوست.

## عملکرد ملی

### اوایل دوران ملی

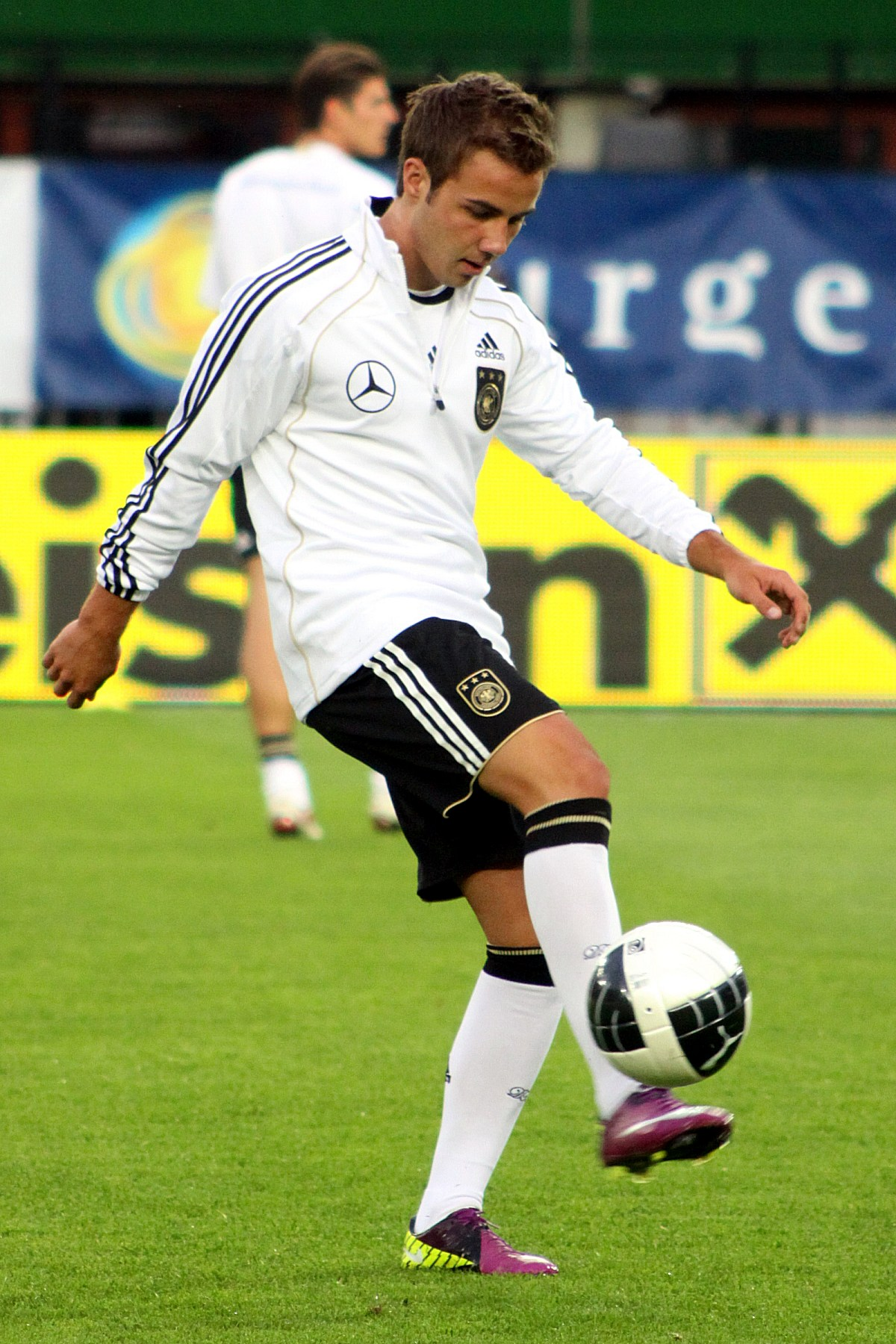
گوتسه با تیم ملی آلمان در سال ۲۰۱۱

گوتسه پس از بازی در پایه‌های تیم آلمان، برای اولین بار در ۱۷ نوامبر ۲۰۱۰ برای بازی مقابل سوئد به تیم بزرگسالان دعوت شد. او اولین بازی خود را در همان روز انجام داد و در دقیقهٔ ۷۸ به میدان رفت و به جای هم‌تیمی خود در بروسیا دورتموند، کوین گروسکرویتس وارد زمین شد و تبدیل به جوان‌ترین ملی‌پوش آلمانی پس از اووه زلر شد. او دومین بازی خود را برای تیم ملی در یک بازی دوستانه مقابل ایتالیا در ۹ فوریهٔ ۲۰۱۱ انجام داد. گوتسه و آندره شورله که به طور همزمان به تیم ملی آلمان دعوت شدند، اولین دو بازیکن آلمانی هستند که در آلمان متحد شده متولد شدند.
گوتسه اولین گل خود را در ۱۹ سال و ۶۸ روز سن، برای آلمان برابر برزیل در ۱۰ اوت ۲۰۱۱ به ثمر رساند. او به‌همراه کلاوس استریکر، که در مقابل فرانسه در ۱۶ اکتبر ۱۹۵۴ گلزنی کرد، مشترکاً جوان‌ترین گلزن تیم ملی آلمان در دوران پس از جنگ شد.

### جام جهانی ۲۰۱۴

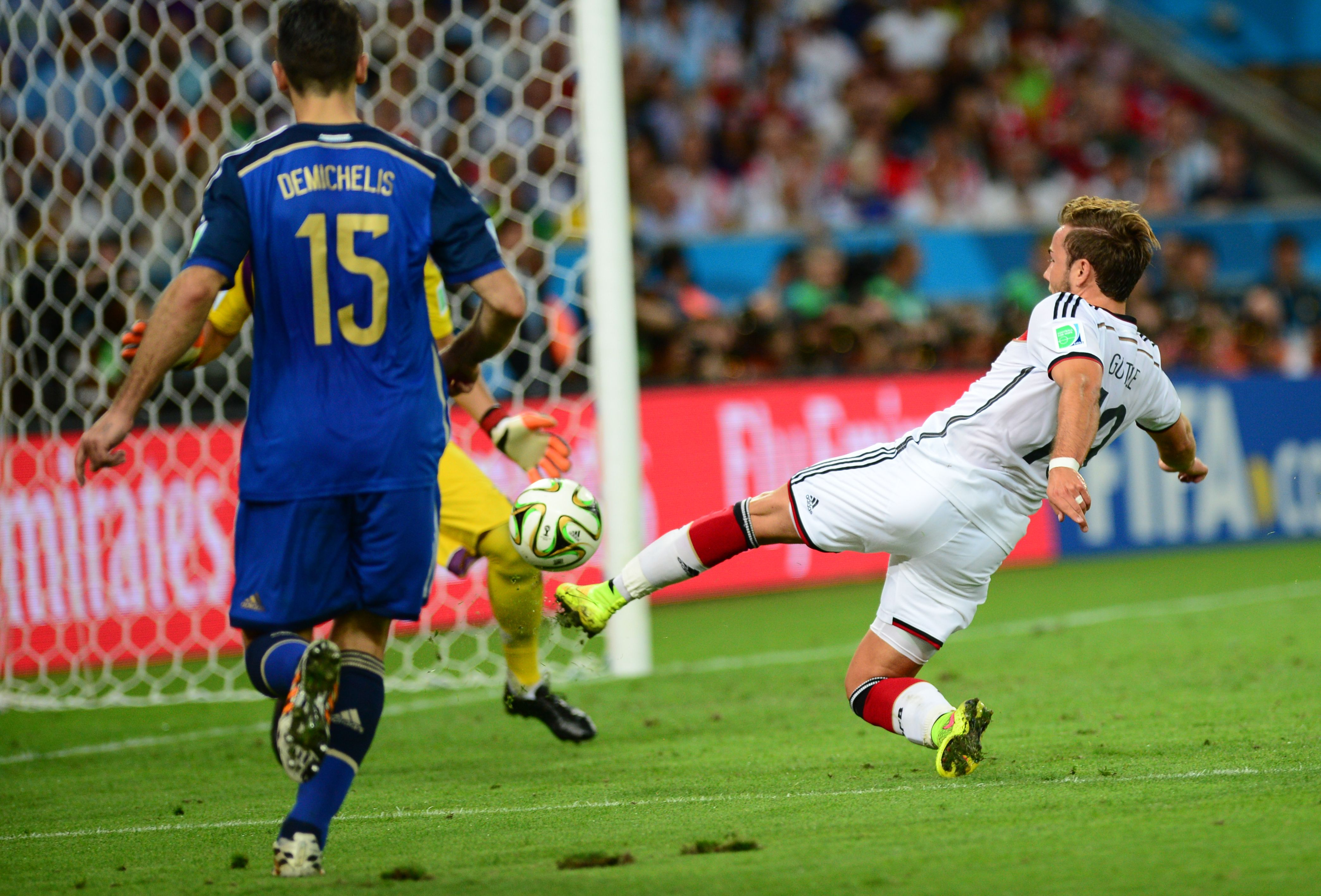
گوتسه در حال به ثمر رساندن گل قهرمانی آلمان به آرژانتین در فینال جام جهانی ۲۰۱۴

گوتسه در مقدماتی جام جهانی ۲۰۱۴ چهار گل به ثمر رساند و در لیست نهایی آلمان برای جام جهانی انتخاب شد. گوتسه در بازی ابتدایی آلمان مقابل پرتغال در ترکیب اصلی قرار گرفت و در اولین بازی خود در جام جهانی، توانست برای آلمان در دقیقهٔ ۱۲، پنالتی کسب کند که این پنالتی توسط توماس مولر به گل تبدیل شد. در بازی دوم، او گل اول را به‌ ثمر رساند و در تساوی ۲–۲ مقابل غنا به‌ عنوان بازیکن برتر زمین انتخاب شد.
گوتسه فقط ۱۴ دقیقه در برد ۱–۰ مقابل ایالات متحده، نیمی از بازی مرحلهٔ یک شانزدهم مقابل الجزایر و ۷ دقیقه در یک چهارم نهایی در برد ۱–۰ مقابل فرانسه بازی کرد. او در پیروزی ۷–۱ آلمان مقابل برزیل در نیمه‌نهایی بازی نکرد. در فینال جام جهانی مقابل آرژانتین، یوآخیم لوو، سرمربی آلمان در دقیقهٔ ۸۸، میروسلاو کلوزه ۳۶ ساله را بیرون کشید و گوتسه را به زمین فرستاد و به او گفت: «به دنیا نشان بده که بهتر از مسی هستی و می‌توانی در جام جهانی تصمیم بگیری.» گوتسه پس از مهار ارسال آندره شورله روی سینه، توپ را به دروازه‌ وارد کرد و در دقیقهٔ ۱۱۳ تک‌گل این مسابقه را به ثمر رساند و چهارمین جام جهانی را برای آلمان به دست‌ آورد. او اولین بازیکن تعویضی بود که گل قهرمانی جام جهانی را به ثمر رساند و پس از دیگر بازیکن آلمانی، ولفگانگ وبر در سال ۱۹۶۶، که او نیز ۲۲ سال داشت، جوان‌ترین بازیکنی شد که در فینال جام جهانی گلزنی می‌کند. گوتسه نیز به‌ عنوان بهترین بازیکن زمین انتخاب شد.

### جام ملت‌های اروپا ۲۰۱۶ و جام جهانی ۲۰۲۲
گوتسه در جام ملت‌های اروپا ۲۰۱۶ حضور داشت و در چهار مسابقۀ نیمه‌نهایی برای آلمان به میدان رفت. کارشناسان به طور گسترده‌ای از عملکرد او انتقاد کردند. در طی این مدت، گوتسه همچنین در همکاری فدراسیون فوتبال آلمان و گروه لگو شرکت کرد، که در مهٔ ۲۰۱۶ یک سری مینی‌فیگور منحصر به‌فرد او در اروپا توزیع شد که گوتسه به‌ عنوان پانزدهمین از شانزدهمین مینی‌فیگور در این مجموعه معرفی شد.
در آستانه جام جهانی ۲۰۱۸، او پس از یک سال دوری از تیم ملی در نوامبر ۲۰۱۷ در یک بازی دوستانه مقابل فرانسه به میدان رفت، اما در نهایت به ترکیب نهایی آلمان برای مسابقات راه پیدا نکرد.
در ۱۰ نوامبر ۲۰۲۲، گوتسه توسط هانسی فلیک، سرمربی تیم آلمان برای جام جهانی ۲۰۲۲ انتخاب شد. انتخاب گوتسه با واکنش‌هایی روبرو شد، زیرا گوتسه بعد از ۵ سال دوباره به تیم ملی دعوت شده بود.

## سبک بازی

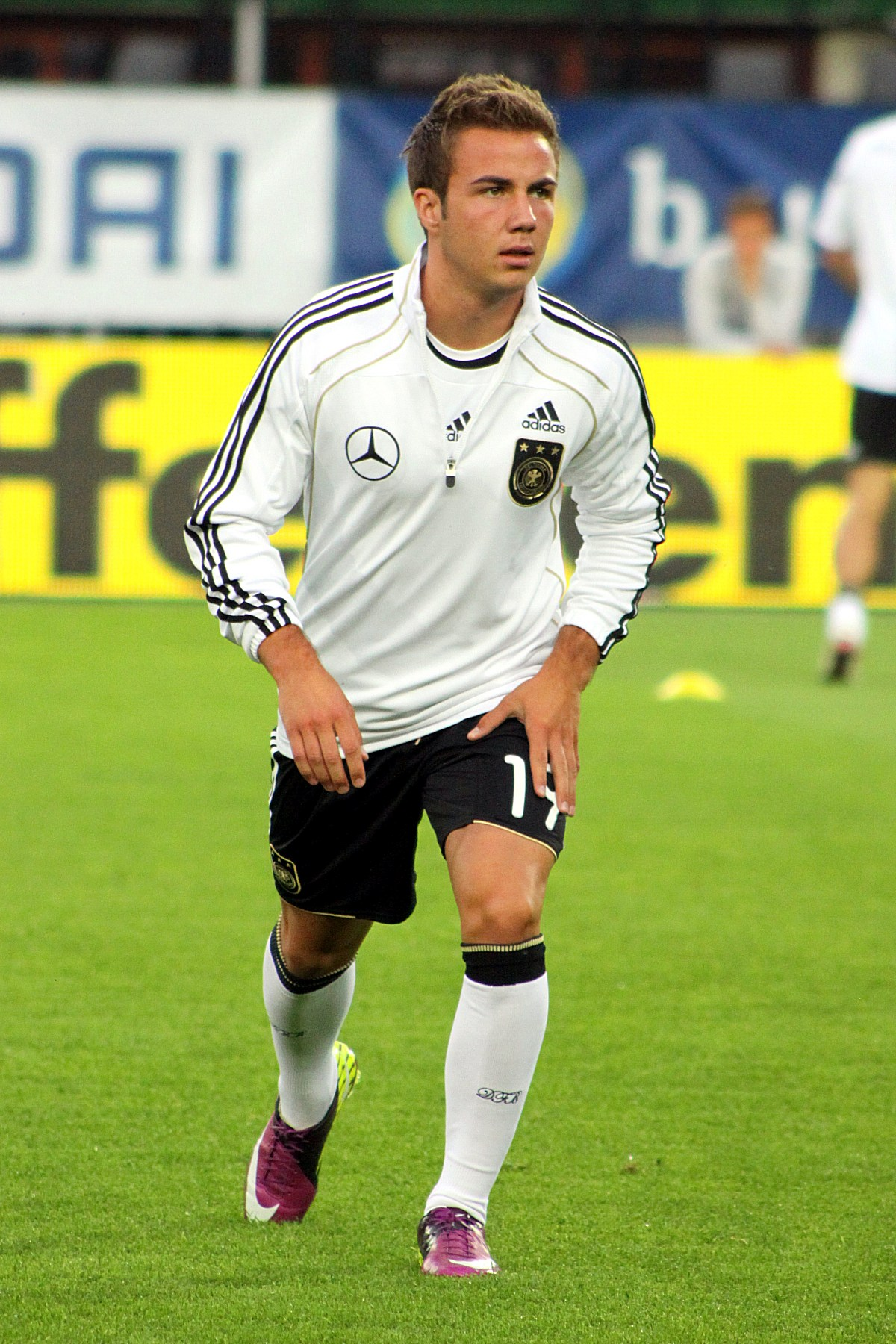
گوتسه در تمرینات آلمان در سال ۲۰۱۱

گوتسه می‌تواند به‌ عنوان وینگر چپ یا راست، هافبک هجومی و همچنین به‌ عنوان یک «۹ کاذب» بازی کند. گوتسه با داشتن سرعت، تکنیک، مهارتِ دریبل زدن و قابلیت بازی‌سازی یکی از بهترین بازیکنان جوان جهان به حساب می‌آمد. گوتسه در اولین حضور خود در دورتموند، تحت مدیریت یورگن کلوپ، اغلب نقش‌های متفاوتی را در ترکیب ۴–۲–۳–۱ تیم ایفا می‌کرد. پس از جدایی شینجی کاگاوا، هم‌تیمی بازی‌سازش در سال ۲۰۱۲، در طول فصل ۱۳–۲۰۱۲، کلوپ، گوتسه را به‌ عنوان هافبک تهاجمیِ وسط منصوب کرد. برای آلمان، گوتسه توسط یوآخیم لوو، سرمربی آلمانی در نقش «۹ کاذب» استفاده شد. در فصل‌های اخیر با دورتموند، لوسین فاوره، سرمربی تیم، از گوتسه نیز در این پست استفاده کرد.
در سال ۲۰۱۰، ماتیاس سامر، مدیر فنی وقت فدراسیون فوتبال آلمان، گوتسه را به‌ عنوان «یکی از بهترین استعدادهایی که آلمان تا به حال داشته» توصیف کرد. یک سال بعد، فرانتس بکن‌باوئر، اسطوره فوتبال آلمان، گوتسه را به دلیل سرعت و سبک بازی‌اش «مسی آلمانی» توصیف کرد. در سال ۲۰۱۲، فرانتس بکن‌باوئر درباره ماریو گوتسه و مارکو رویس صحبت کرد و گفت: «در یک و دوهای کلاسیک، هیچکس بهتر از گوتسه و رویس پرکار نیست.»

## خارج از فوتبال

### زندگی شخصی
گوتسه در ممینگن، باواریا از پدر و مادری یورگن و آسترید به دنیا آمد. پدرش استاد دانشگاه فنی دورتموند است. برادر بزرگتر او فابین بازیکن سابق فوتبال است و در سال ۲۰۱۰ برای جوانان دورتموند بازی می‌کرد. برادر کوچکتر آنها، فلیکس، نیز فوتبالیست است و سابقهٔ حضور در بایرن مونیخ را دارد.
گوتسه از ژوئیهٔ ۲۰۱۲ با مدل لباس زیر زنانه آلمانی، آن کاترین برومل رابطه دارد. این زوج در سال ۲۰۱۷ نامزد کردند و در مهٔ ۲۰۱۸ ازدواج کردند. آنها در سال ۲۰۲۰ صاحب یک پسر شدند. گوتسه مسیحی است.

### مشکلات سلامتی
در اوایل مارس ۲۰۱۷، خبرهایی منتشر شد که گوتسه از یک اختلال متابولیک رنج می‌برد. بعداً مشخص شد که مشکل سلامتی او، میوپاتی است، یک اختلال عضلانی که بر فیبرهای ماهیچه‌ها تأثیر می‌گذارد، به این معنی که آنها به درستی عمل نمی‌کنند.
گوتسه در مورد مشکل سلامتی خود بیانیه‌ای را از طریق وب‌سایت رسمی دورتموند منتشر کرد که در آن آمده‌است: «در حال حاضر تحت درمان هستم و تمام تلاشم را انجام خواهم داد تا به تمرینات بازگردم و به تیمَم کمک کنم تا به اهداف مشترک خود برسیم.»

### اسپانسرها

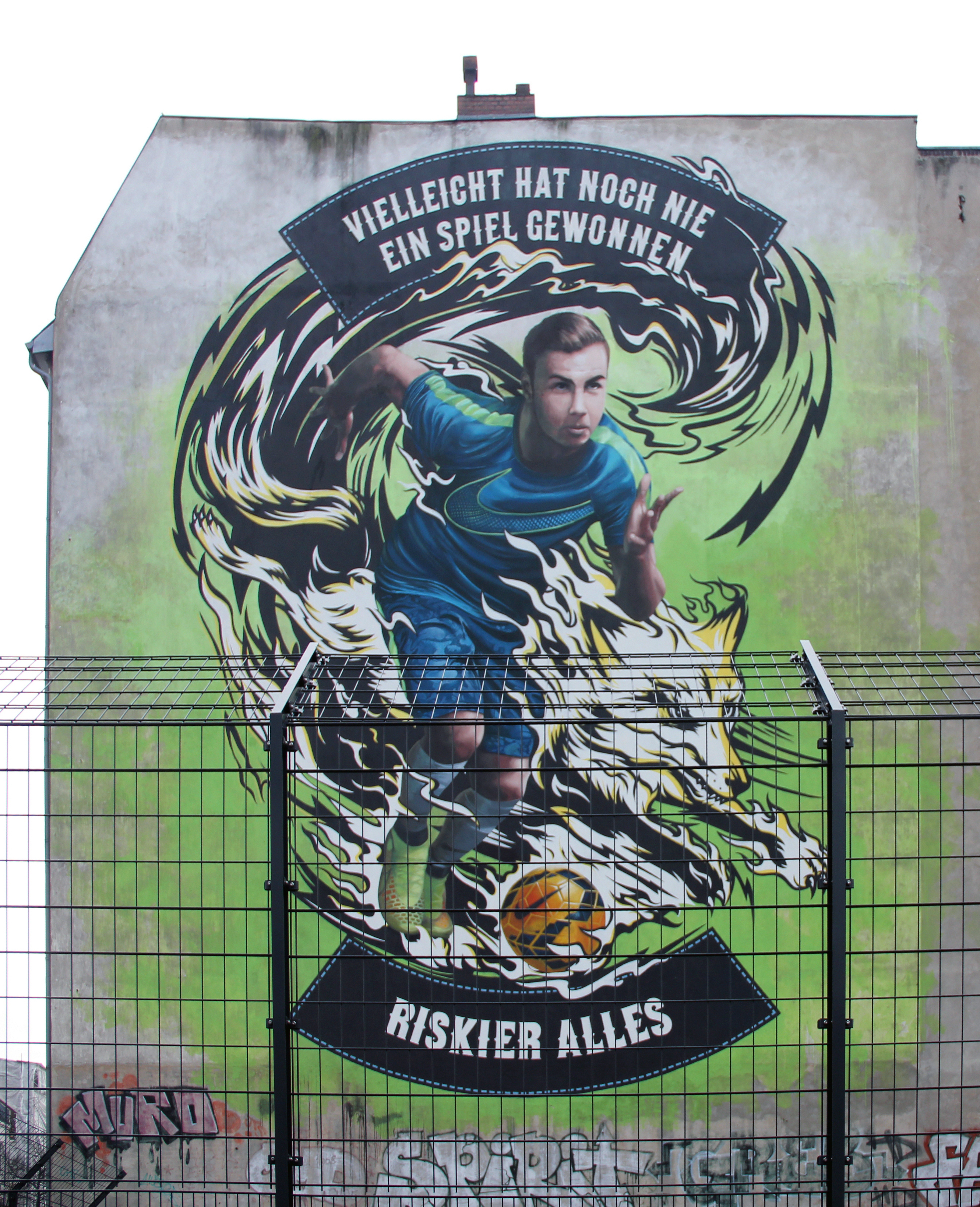
نقاشی دیواری گوتسه به سفارش نایکی در شارلوتنبورگ، برلین

در سال ۲۰۱۱، گوتسه قراردادی با تأمین کننده پوشاک و تجهیزات ورزشی، نایکی امضا کرد. او در یک تبلیغ برای نایکی در کنار ادن آزار، تئو والکات، رحیم استرلینگ، کریستین اریکسن و استفان الشعراوی در نوامبر ۲۰۱۲ حضور پیدا کرد. در مارس ۲۰۱۴، گوتسه یکی از اولین بازیکنانی بود که کفش‌های «مجیستا نایکی» را پوشید.
گوتسه در تبلیغات شرکت کره جنوبی سامسونگ برای «گلکسی XI» در کنار کریستیانو رونالدو، لیونل مسی، وین رونی، رادامل فالکائو و ایکر کاسیاس در تیمی که توسط اسطوره فوتبال آلمان، فرانتس بکن‌باوئر هدایت می‌شد حضور پیدا کرد. در ۱۴ اوت ۲۰۱۴، کونامی اعلام کرد که عکس گوتسه را در جلد اول فوتبال تکاملی حرفه‌ای ۲۰۱۵ به نمایش گذاشته است.

## آمار و ارقام

### آمار باشگاهی
| باشگاه                   | فصل                      | لیگ                      | لیگ  | لیگ | جام حذفی | جام حذفی | قاره‌ای | قاره‌ای | سایر | سایر | مجموع | مجموع |
| باشگاه                   | فصل                      | دسته                     | بازی | گل  | بازی     | گل       | بازی   | گل     | بازی | گل   | بازی  | گل    |
| ------------------------ | ------------------------ | ------------------------ | ---- | --- | -------- | -------- | ------ | ------ | ---- | ---- | ----- | ----- |
| دورتموند                 | ۱۰–۲۰۰۹                  | بوندس‌لیگا                | ۵    | ۰   | ۰        | ۰        | —      | —      | —    | —    | ۵     | ۰     |
| دورتموند                 | ۱۱–۲۰۱۰                  | بوندس‌لیگا                | ۳۳   | ۶   | ۲        | ۰        | ۶      | ۲      | —    | —    | ۴۱    | ۸     |
| دورتموند                 | ۱۲–۲۰۱۱                  | بوندس‌لیگا                | ۱۷   | ۶   | ۲        | ۱        | ۶      | ۰      | ۱    | ۰    | ۲۶    |       |
| دورتموند                 | ۱۳–۲۰۱۲                  | بوندس‌لیگا                | ۲۸   | ۱۰  | ۴        | ۴        | ۱۱     | ۲      | ۱    | ۰    | ۴۴    | ۱۶    |
| مجموع دورتموند           | مجموع دورتموند           | مجموع دورتموند           | ۸۳   | ۲۲  | ۸        | ۵        | ۲۳     | ۴      | ۲    | ۰    | ۱۱۶   | ۳۱    |
| بایرن مونیخ              | ۱۴–۲۰۱۳                  | بوندس‌لیگا                | ۲۷   | ۱۰  | ۴        | ۱        | ۱۱     | ۳      | ۳    | ۱    | ۴۵    | ۱۵    |
| بایرن مونیخ              | ۱۵–۲۰۱۴                  | بوندس‌لیگا                | ۳۲   | ۹   | ۴        | ۲        | ۱۱     | ۴      | ۱    | ۰    | ۴۸    | ۱۵    |
| بایرن مونیخ              | ۱۶–۲۰۱۵                  | بوندس‌لیگا                | ۱۴   | ۳   | ۲        | ۱        | ۴      | ۲      | ۱    | ۰    | ۲۱    | ۶     |
| مجموع بایرن مونیخ        | مجموع بایرن مونیخ        | مجموع بایرن مونیخ        | ۷۳   | ۲۲  | ۱۰       | ۴        | ۲۶     | ۹      | ۵    | ۱    | ۱۱۴   | ۳۶    |
| دورتموند                 | ۱۷–۲۰۱۶                  | بوندس‌لیگا                | ۱۱   | ۱   | ۱        | ۰        | ۴      | ۱      | ۰    | ۰    | ۱۶    | ۲     |
| دورتموند                 | ۱۸–۲۰۱۷                  | بوندس‌لیگا                | ۲۳   | ۲   | ۰        | ۰        | ۹      | ۰      | ۰    | ۰    | ۳۲    | ۲     |
| دورتموند                 | ۱۹–۲۰۱۸                  | بوندس‌لیگا                | ۲۶   | ۷   | ۲        | ۰        | ۶      | ۰      | —    | —    | ۳۴    | ۷     |
| دورتموند                 | ۲۰–۲۰۱۹                  | بوندس‌لیگا                | ۱۵   | ۳   | ۲        | ۰        | ۴      | ۰      | ۰    | ۰    | ۲۱    | ۳     |
| مجموع دورتموند           | مجموع دورتموند           | مجموع دورتموند           | ۷۵   | ۱۳  | ۵        | ۰        | ۲۳     | ۱      | ۰    | ۰    | ۱۰۳   | ۱۴    |
| پی‌اس‌وی آیندهوون          | ۲۱–۲۰۲۰                  | لیگ برتر                 | ۱۸   | ۵   | ۱        | ۰        | ۶      | ۱      | —    | —    | ۲۵    | ۶     |
| پی‌اس‌وی آیندهوون          | ۲۲–۲۰۲۱                  | لیگ برتر                 | ۲۹   | ۴   | ۵        | ۲        | ۱۷     | ۵      | ۱    | ۱    | ۵۲    | ۱۲    |
| مجموع پی‌اس‌وی آیندهوون    | مجموع پی‌اس‌وی آیندهوون    | مجموع پی‌اس‌وی آیندهوون    | ۴۷   | ۹   | ۶        | ۲        | ۲۳     | ۶      | ۱    | ۱    | ۷۷    | ۱۸    |
| آینتراخت فرانکفورت       | ۲۳–۲۰۲۲                  | بوندس‌لیگا                | ۳۲   | ۳   | ۶        | ۰        | ۷      | ۰      | ۱    | ۰    | ۴۶    | ۳     |
| آینتراخت فرانکفورت       | ۲۴–۲۰۲۳                  | بوندس‌لیگا                | ۱۷   | ۱   | ۲        | ۱        | ۷      | ۰      | —    | —    | ۲۶    | ۲     |
| مجموع آینتراخت فرانکفورت | مجموع آینتراخت فرانکفورت | مجموع آینتراخت فرانکفورت | ۴۹   | ۴   | ۸        | ۱        | ۱۴     | ۰      | ۱    | ۰    | ۷۲    | ۵     |
| مجموع آمار               | مجموع آمار               | مجموع آمار               | ۳۲۷  | ۷۰  | ۳۷       | ۱۲       | ۱۰۹    | ۲۰     | ۹    | ۲    | ۴۸۲   | ۱۰۴   |

### آمار ملی

#### بازی‌های ملی
تا تاریخ ۲۵ مارس ۲۰۲۳
| آلمان | آلمان | آلمان | آلمان  |
| سال   | بازی  | گل    | پاس گل |
| ----- | ----- | ----- | ------ |
| ۲۰۱۰  | ۱     | ۰     | ۰      |
| ۲۰۱۱  | ۱۱    | ۲     | ۱      |
| ۲۰۱۲  | ۸     | ۱     | ۱      |
| ۲۰۱۳  | ۶     | ۳     | ۱      |
| ۲۰۱۴  | ۱۵    | ۷     | ۱      |
| ۲۰۱۵  | ۷     | ۳     | ۱      |
| ۲۰۱۶  | ۱۴    | ۱     | ۵      |
| ۲۰۱۷  | ۱     | ۰     | ۱      |
| ۲۰۲۲  | ۲     | ۰     | ۰      |
| ۲۰۲۳  | ۱     | ۰     | ۰      |
| مجموع | ۶۶    | ۱۷    | ۱۱     |

#### گل‌های ملی
| شماره | تاریخ          | میزبان      | بازی ملی | حریف       | نتیجه | رقابت                         |
| ----- | -------------- | ----------- | -------- | ---------- | ----- | ----------------------------- |
| ۱     | ۱۰ اوت ۲۰۱۱    | اشتوتگارت   | ۷        | برزیل      | ۳–۲   | دوستانه                       |
| ۲     | ۲ سپتامبر ۲۰۱۱ | گلزنکیرشن   | ۸        | اتریش      | ۶–۲   | مقدماتی جام ملت‌های اروپا ۲۰۱۲ |
| ۳     | ۷ سپتامبر ۲۰۱۲ | هانوفر      | ۱۷       | جزایر فارو | ۳–۰   | مقدماتی جام جهانی ۲۰۱۴        |
| ۴     | ۲۲ مارس ۲۰۱۳   | آستانه      | ۲۱       | قزاقستان   | ۳–۰   | مقدماتی جام جهانی ۲۰۱۴        |
| ۵     | ۲۶ مارس ۲۰۱۳   | نورنبرگ     | ۲۲       | قزاقستان   | ۴–۱   | مقدماتی جام جهانی ۲۰۱۴        |
| ۶     | ۱۵ اکتبر ۲۰۱۳  | سولنا       | ۲۴       | سوئد       | ۵–۳   | مقدماتی جام جهانی ۲۰۱۴        |
| ۷     | ۵ مارس ۲۰۱۴    | اشتوتگارت   | ۲۷       | شیلی       | ۱–۰   | دوستانه                       |
| ۸     | ۶ ژوئن ۲۰۱۴    | ماینتس      | ۲۹       | ارمنستان   | ۶–۱   | دوستانه                       |
| ۹     | ۶ ژوئن ۲۰۱۴    | ماینتس      | ۲۹       | ارمنستان   | ۶–۱   | دوستانه                       |
| ۱۰    | ۲۱ ژوئن ۲۰۱۴   | فورتالزا    | ۳۱       | غنا        | ۲–۲   | جام جهانی ۲۰۱۴ برزیل          |
| ۱۱    | ۱۳ ژوئیه ۲۰۱۴  | ریودوژانیرو | ۳۵       | آرژانتین   | ۱–۰   | جام جهانی ۲۰۱۴ برزیل          |
| ۱۲    | ۳ سپتامبر ۲۰۱۴ | دوسلدورف    | ۳۶       | آرژانتین   | ۲–۴   | دوستانه                       |
| ۱۳    | ۱۴ نوامبر ۲۰۱۴ | نورنبرگ     | ۴۰       | جبل‌الطارق  | ۴–۰   | مقدماتی جام ملت‌های اروپا ۲۰۱۶ |
| ۱۴    | ۱۰ ژوئن ۲۰۱۵   | کلن         | ۴۴       | آمریکا     | ۱–۲   | دوستانه                       |
| ۱۵    | ۴ سپتامبر ۲۰۱۵ | فرانکفورت   | ۴۶       | لهستان     | ۳–۱   | مقدماتی جام ملت‌های اروپا ۲۰۱۶ |
| ۱۶    | ۴ سپتامبر ۲۰۱۵ | فرانکفورت   | ۴۶       | لهستان     | ۳–۱   | مقدماتی جام ملت‌های اروپا ۲۰۱۶ |
| ۱۷    | ۲۹ مارس ۲۰۱۶   | مونیخ       | ۵۰       | ایتالیا    | ۴–۱   | دوستانه                       |

## جوایز و افتخارات

### باشگاهی

#### بروسیا دورتموند[۹۸]
- بوندس‌لیگا (۲): ۱۱–۲۰۱۰، ۱۲–۲۰۱۱
- جام حذفی آلمان (۲): ۱۲–۲۰۱۱، ۱۷–۲۰۱۶
- سوپر جام آلمان (۱): ۲۰۱۹
- لیگ قهرمانان اروپا؛ نایب‌قهرمان (۱): ۱۳–۲۰۱۲

#### بایرن مونیخ
- بوندس‌لیگا (۳): ۱۴–۲۰۱۳، ۱۵–۲۰۱۴، ۱۶–۲۰۱۵
- جام حذفی آلمان (۲): ۱۴–۲۰۱۳، ۱۶–۲۰۱۵
- سوپر جام اروپا (۱): ۲۰۱۳
- جام باشگاه‌های جهان (۱): ۲۰۱۳

#### پی‌اس‌وی آیندهوون[۹۹]
- جام حذفی هلند (۱): ۲۲–۲۰۲۱[۱۰۰]
- جام یوهان کرایف (۱): ۲۰۲۱[۱۰۱]

### ملی

#### آلمان زیر ۱۷ سال
- مسابقات زیر ۱۷ سال اروپا (۱): ۲۰۰۹[۱۰۲]

#### آلمان
- جام جهانی (۱): ۲۰۱۴[۱۰۳]

### فردی
- توپ طلا: ۲۰۱۴ (نفر پانزدهم)
- جایزه بازیکن طلایی مسابقات زیر ۱۷ سال اروپا: ۲۰۰۹
- مدال فریتس والتر: مدال طلای زیر ۱۷ سال ۲۰۰۹[۱۰۴]
- مدال فریتس والتر: مدال طلای زیر ۱۸ سال ۲۰۱۰[۱۰۵]
- بهترین بازیکن جوان بوندس‌لیگا: ۱۱–۲۰۱۰
- تیم منتخب بوندس‌لیگا: ۱۱–۲۰۱۰، ۱۳–۲۰۱۲
- پسر طلایی: ۲۰۱۱
- برگ بوی نقره‌ای: ۲۰۱۴